# Gerhard Dautzenberg
Gerhard Dautzenberg OFM (* 30. Januar 1934 in Köln als Hermann Joseph Dautzenberg; † 17. Dezember 2019 in Gießen) war ein deutscher Franziskaner und römisch-katholischer Theologe.

## Leben
Hermann Joseph Dautzenberg stammte aus der Pfarrgemeinde Horrem. Er legte am 15. März 1954 das Abitur am Emil-Fischer-Gymnasium in Euskirchen ab und trat in die damalige Kölnische Franziskanerprovinz (Colonia) ein, wo er den Ordensnamen „Gerhard“ erhielt. Seine feierlichen Profess legte er am 1. Mai 1958 ab. Nach dem Studium der Philosophie und Theologie wurde er am 10. September 1960 vom Aachener Weihbischof Friedrich Hünermann in der Franziskanerkirche in Mönchengladbach zum Priester geweiht.
Der Orden stellte ihn für ein Zusatzstudium frei. Er spezialisierte sich auf die Exegese des Neuen Testaments und promovierte 1966 in Würzburg bei Rudolf Schnackenburg. Gerhard Dautzenberg lehrte von 1965 bis 1968 als Dozent an der Ordenshochschule Johannes-Duns-Skotus-Akademie in Mönchengladbach. 1972 habilitierte er sich in Würzburg und wurde zum 30. April 1972 auf den Lehrstuhl für den Fachbereich Religionswissenschaft an der Justus-Liebig-Universität Gießen berufen. 1983 wurde er dort Dekan für diesen Fachbereich. Nach seiner Emeritierung 2000 arbeitete er weiter gemeinsam mit Norbert Lohfink als Herausgeber der Reihe Stuttgarter Biblische Aufsatzbände (SBAB) und engagierte sich als Seelsorger in der Pfarrei seines Wohnortes. Dautzenberg unterzeichnete 2011 das Memorandum Kirche 2011: Ein notwendiger Aufbruch.

## Werke (Auswahl)
- Sein Leben bewahren. PSYCHÊ in den Herrenworten der Evangelien. München 1966.
- Was hat die Kirche mit Jesus zu tun? Interview mit Franz Joseph Schierse zur gegenwärtigen Problemlage biblischer Exegese und kirchlicher Verkündigung. Düsseldorf 1969.
- Gestalt und Anspruch des Neuen Testaments. (gemeinschaftlich mit Joseph Schreiner) Würzburg 1969.
- Christusdogma ohne Basis? Rückfragen an das Neue Testament. Essen 1971.
- Urchristliche Prophetie. Ihre Erforschung, ihre Voraussetzungen im Judentum und ihre Struktur im ersten Korintherbrief. Stuttgart 1975. (Nachdruck 2012)
- (Als Herausgeber:) Die Frau im Urchristentum. Freiburg 1993.
- Studien zur Theologie der Jesustradition. Stuttgart 1995.
- Studien zur paulinischen Theologie und zur frühchristlichen Rezeption des Alten Testaments. Universität Gießen, Fachbereich Evangelische Theologie und Katholische Theologie und deren Didaktik, Gießen 1999, ISBN 3-923690-12-6.